# قرة أغاج بالا
قرة أغاج بالا (بالإنجليزية: Qarah Aghaj-e Bala)‏ هي قرية تقع في أردبيل في إيران. يقدر عدد سكانها بـ 328 نسمة .